# Hermann zu Solms-Laubach
Hermann Maximilian Carl Ludwig Friedrich zu Solms-Laubach (Laubach, 23 dicembre 1842 – Strasburgo, 24 novembre 1915) è stato un botanico tedesco.

## Biografia
Studiò a Friburgo e fu perfezionato con Heinrich Anton de Bary (1831-1888) e con Alexander Karl Heinrich Braun (1805-1877), arrivando a Berlino nel 1865.
Si laureò presso l'Università di Halle nel 1868.
Fu professore presso l'Università di Strasburgo dal 1872 al 1879, per poi passare nel 1888 presso l'Università di Gottinga dal 1879 al 1888, dove diresse il giardino botanico.
Solms-Laubach si interessò alla morfologia e alla sistematica delle piante, oltre che alla paleobotanica.
Viaggiò per il Portogallo nel 1866 e per Giava nel 1883-1884.

## Opere
- Über den Bau und die Entwickelung der Ernährungsorgane parasitischer Phanerogamen. En: Jahrbücher für wissenschaftliche Botanik. Berlin 1867–1868

- Die Familie der Lennoazeen. Botanische Zeitung, Halle 1870

- Über den Bau der Samen in den Familien der Rafflesiaceae und Hydnoraceae. Botanische Zeitung, Halle 1874

- Über den Bau von Blüte und Frucht in der Familie der Pandanaceae. Botanische Zeitung, Halle 1878

- Herkunft, Domestikation und Verbreitung des gewöhnlichen Feigenbaums. Gotinga 1882

- Corallina. Neapel 1881

- Die Geschlechterdifferenzierung bei den Feigenbäumen. Botanische Zeitung. 1885

- Heimat und der Ursprung des kultivierten Melonenbaums, Carica Papaya. Botanische Zeitung. 1889

- Einleitung in die Paläophytologie. Leipzig 1887

- Weizen und Tulpe und deren Geschichte. Leipzig 1899

- Die leitenden Gesichtspunkte einer allgemeinen Pflanzengeographie. Leipzig 1905